# 절삭유

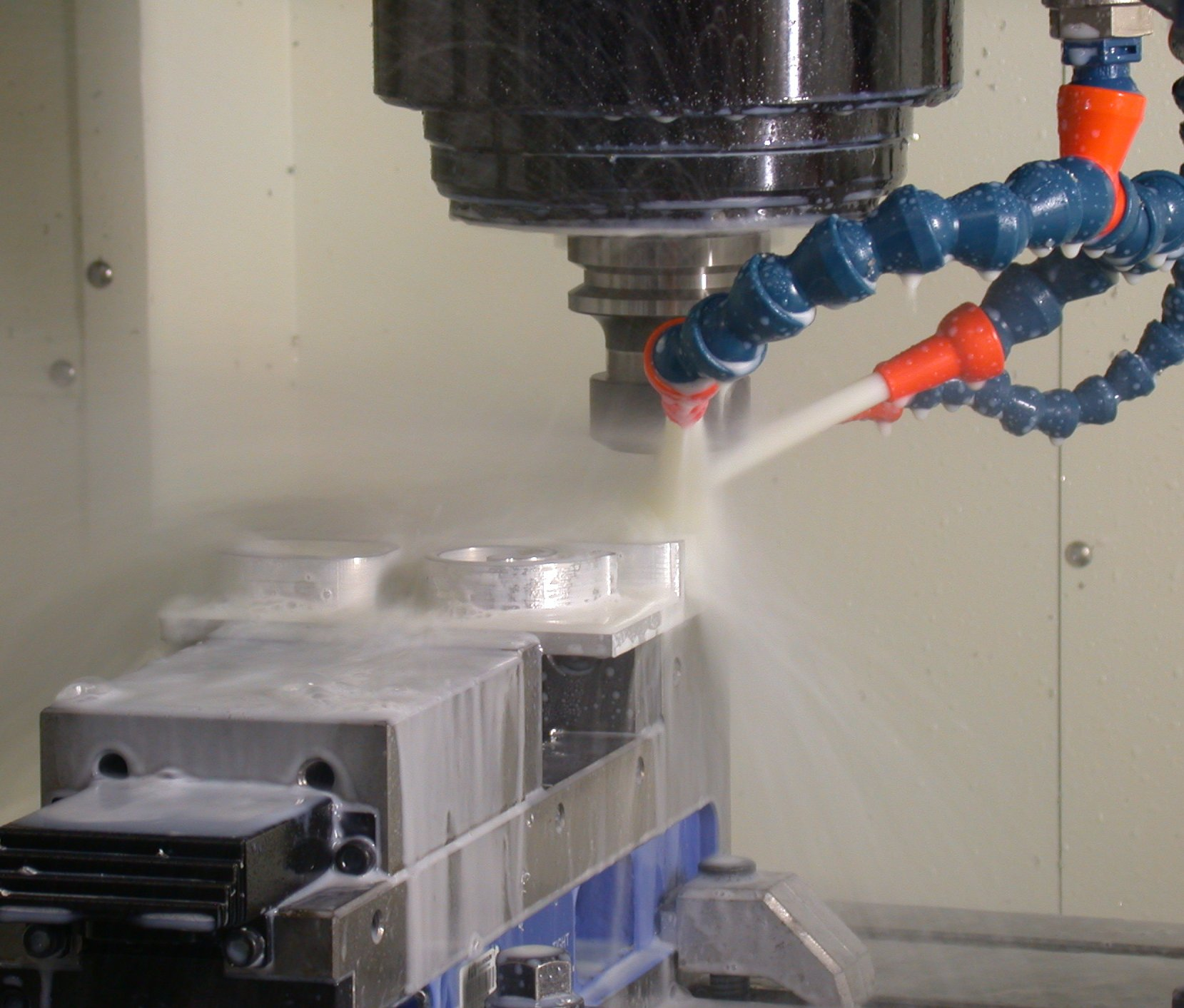
밀링 커터에 수성 절삭유를 사용하여 알루미늄을 얇은 벽으로 밀링한다.

절삭유(切削油)는 기계 가공에서 공구의 냉각과 윤활을 위해서 사용되는 액체이다. 절삭유에는 다양한 종류가 있으며, 기름, 기름과 물의 혼합물, 페이스트, 젤, 미스트 등이 있다. 절삭유는 원유를 정제하거나, 동물성 지방, 식물성 오일 등에서 만들어질 수 있으며, 절삭유의 용도에 따라서 정해진다. 절삭유는 Cutting fluid, cutting oil, cutting compound, coolant 또는 윤활유(Lubricant) 등으로 불린다.
좋은 절삭유가 가져야 하는 특징은 아래와 같다.
- 가공물을 일정한 온도로 유지시킨다.
- 윤활 작용에 의해 절삭 공구의 수명을 연장함.
- 취급하는 사람과 환경에 영향이 없어야 함.
- 기계 부품이나 절삭 공구의 방청이 가능함.